# Thrombozytose
Von einer Thrombozytose spricht man, wenn die Blutplättchen (Thrombozyten) im Blut über den Normalbereich hinaus vermehrt sind (vgl. Blutbild). Man unterscheidet die reaktive Thrombozytose, die von anderen Grunderkrankungen hervorgerufen wird, von der essentiellen Thrombozythämie, die eine eigenständige Knochenmarkserkrankung ist und zu den myeloproliferativen Erkrankungen gezählt wird.
Eine reaktive Thrombozytose kann auftreten
- nach einer Splenektomie
- bei bösartigen Tumoren
- während oder nach zytostatischer Chemotherapie
- nach akutem Blutverlust,
- bei chronischem Eisenmangel, aber auch
- bei chronisch-entzündlichen Erkrankungen (z. B. Morbus Crohn, rheumatische Erkrankungen).

## Thrombozytose nach schweren Verletzungen
Nach schweren Verletzungen wird in bis zu 1,4 % der Fälle ein Anstieg der Thrombozytenzahlen über 1.000.000 pro µl beobachtet. Ob dadurch das Risiko von Komplikationen wie zum Beispiel Thrombose erhöht ist, ist umstritten. Ebenso herrscht keine Einigkeit darüber, ob in diesen Fällen der Thrombozytose eine Therapie z. B. mit ASS notwendig ist.